# 石井嘉穂
石井 嘉穂（いしい かほ、2月18日 - ）は、信越放送元アナウンサー。東京都足立区出身。

## 来歴
東京都足立区出身。2017年3月に順天堂大学スポーツ健康科学部スポーツマネジメント科卒業。同年4月に信越放送にアナウンサーとして入社。2020年9月にキャストパワーネクストの新人発掘オーディションに合格。2023年7月27日にプロバスケットボール選手（アルティーリ千葉）の大崎裕太選手と結婚を発表した。

## 出演

### アナウンサー時代

#### テレビ
- ずくだせテレビ
- SBCニュース・信毎ニュース
- 松本山雅戦リポーター(DAZN等で放送)[注釈 1]

#### ラジオ
- 坂ちゃんのずくだせえぶりでぃ （2018年4月2日 - 2020年9月、月曜日担当）
- SPORTS ON THE RADIO
- アナらんど （毎月第2週「石井嘉穂の果報〈KAHO〉は聴いて待て」担当）